# غور أوبس نور
غور أوبس نور أو غور أبسونور (بالمغولية: Увс нуурын хотгор) حوض ماء مغلق ضحل يقع في الحدود الإقليمية بين منغوليا وجمهورية توفا ذات الحكم الذاتي وهي جزء من روسيا، سمي غور أبسونور بهذا الاسم نسبة إلى بحيرة أوبس، وهي بحيرة ضحلة ومياهها مالحة جداً تقع في وسط غور أوبسونور. كما تتبعثر بضعة بحيرات أصغر حجماً في أنحاء الغور. يقع غور أبسونور ضمن أراضي متموجة تقع ضمن سلسلة جبال (تونا-أولا) والمنطقة الجبلية في سيبريا. وقد أدرج على لائحة التراث العالمي منذ عام 2003.
وتبلغ مساحة المستجمع المائي 70,000 كلم2. يقع الجزء الجنوبي وهو الأكبر في منغوليا ضمن محافظات (خوسقول)، (زاوخان)، (أبس)، بينما يقع القسم الشمالي من المستجمع المائي ضمن الجزء الشمالي من توفا، روسيا.

## الآثار
يملك حوض أبسونور أهمية ثقافية خاصة في منطقة وسط وشمال آسيا لكثرة المواقع الأثارية غير المدروسة فيه، خصوصاً تلال الدفن , النقوش الصخرية والمنحوتات الحجرية، وهي آثار مستوطنات العصور الوسطى ومعابد بوذية. ويقدر عدد تلال الدفن بنحو 20,000 مدفن، العديد منها أقدم من الأهرامات المصرية.
رُشح غور أبسونور كموقع تراث عالمي عام 1995 باعتباره أكبر مستجمع مائي في وسط وشمال آسيا محافظ على حالته الأصلية مع وجود 40,000 موقع أثاري خلفتها القبائل البدوية المشهورة مثل السكوثيون , ترك والهون . "

## الحياة البرية
يقع غور أبسونور على الحدود بين منغوليا وروسيا وتبلغ مساحته 10,000كلم2. يشمل الأقليم تنوعاً واسعاً من المناخات يمتد من المثلجات، تندرا المرتفعات، التايغا، سهوب الغابات، سهوب بلا أشجار، صحاري شبه قاحلة إلى الكثبان الرملية المتحركة. مما يشكل موطن طبيعي متنوع للغاية.
يتميز غور أبسونور بسبب موقعه وسط آسيا بتنوع الحياة النباتية والحيوانية لأنواع فصائل الحيوانات التي تسكن في خط عرض جغرافي متوسط ومواطنها بين الجبال والتندرا مثل اليحمور السيبيري، ديك ثلوج ألطاي، نمر الثلوج وهو من السنوريات النادرة والمعرضة لخطرالإنقراض.بالإضافة إلى قاطني التايغا مثل المارال، والولفيرين إضافة إلى قاطني السهوب مثل القنبرة المغولية، الرهو، السنجاب سيبريا طويل الذيل والحباريات، أضافة إلى قوارض الميريون.ويبلغ عدد أصناف الطيور وحدها 359 نوع. منذ إعلان غور أوبس نور محمية طبيعية وجدت العديد من أنواع الطيور المنقرضة في المناطق الآخرى الملجأ لها هنا.

## السكان
خلفت كثافة السكان المنخفظة في غور أبسونور إضافة إلى الأفتقار إلى الصناعة واعتماد السكان المحليين على الطرق التقليدية في كسب العيش مثل الرعي البدوي تأثيراً محدوداً على البيئة وحافظ على التنوع البيئي خالياً من التأثيرات السلبية للوجود البشري. كلا جانبي الغور في روسيا ومنغوليا تسكنهما قبائل الرعاة.

## معرض الصور

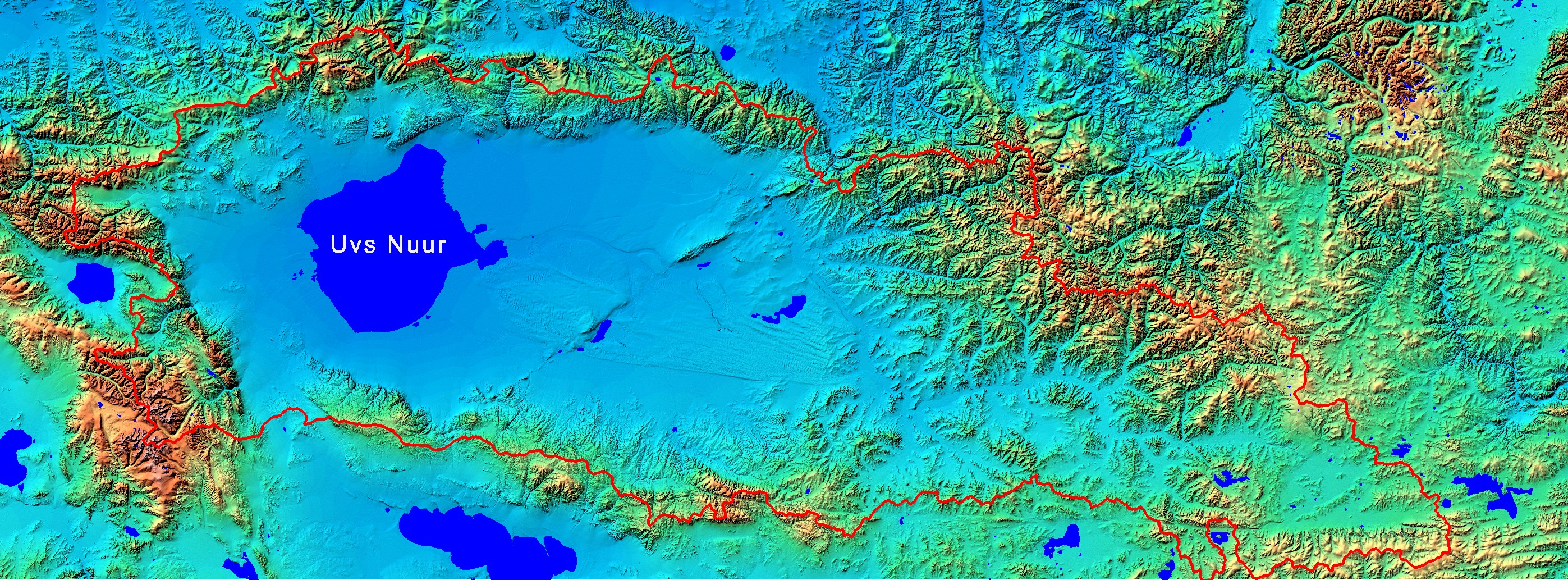
صورة لبحيرة أبسو
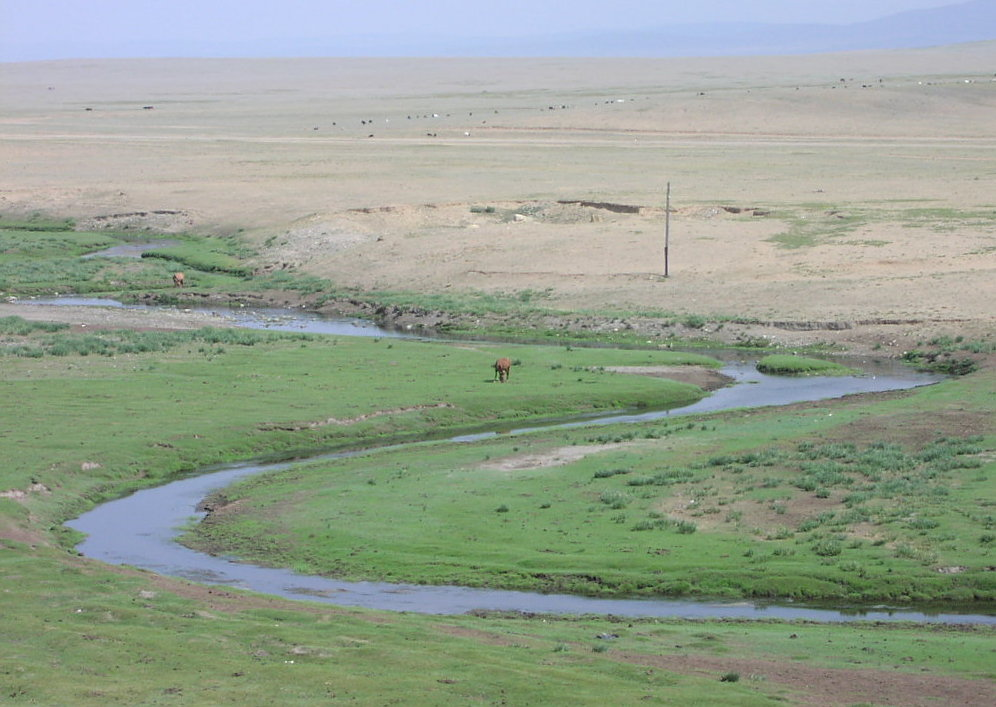
السهوب المنغولية
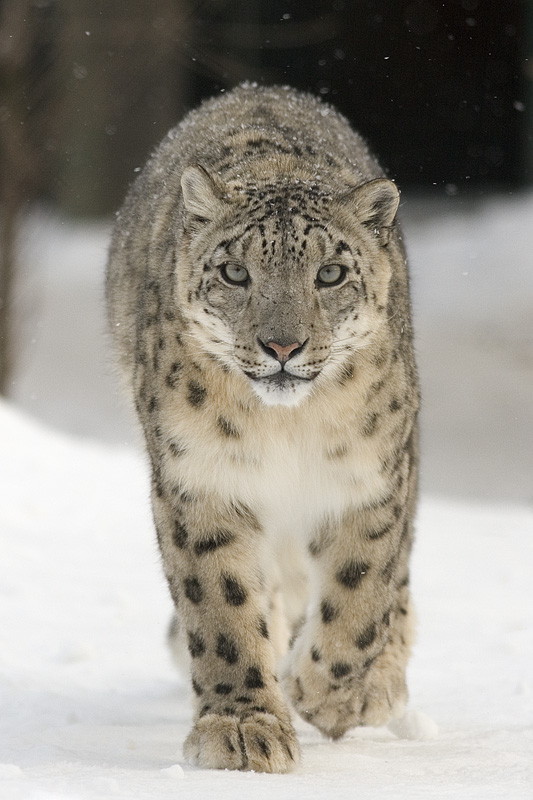
نمر الثلوج
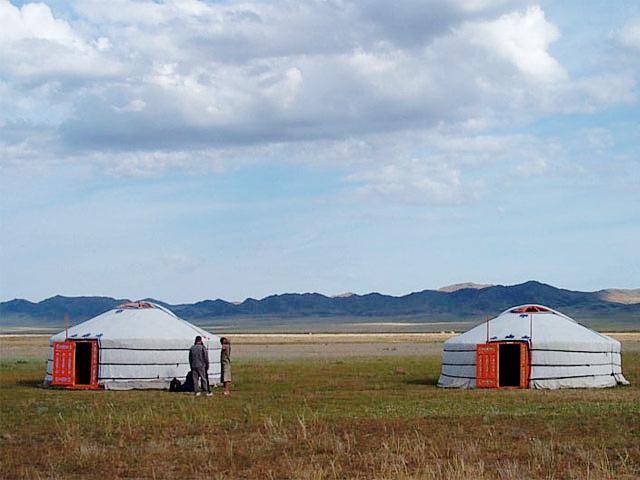
منزل اليورت